# Melecta chinensis
Melecta chinensis är en biart som beskrevs av Cockerell 1931. Melecta chinensis ingår i släktet sorgbin, och familjen långtungebin. Inga underarter finns listade i Catalogue of Life.